# Clypeus
Clypeus eller munskölden är ett av segmenten i ansiktet på ett leddjur. Hos palpkäkar (det vill säga dolksvansar, havsspindlar eller spindeldjur) är clypeus området mellan den främre ögonraden och ryggsköldens kant ovanför käkarna. Hos insekter är clypeus segmentet i nedre delen av ansiktet, åtskild från pannan (frons) av en fåra.